# Arsenal slobode
Arsenal slobode (eng. The Arsenal of Freedom) je dvadeseta epizoda prve sezone američke znanstveno-fantastične serije Zvjezdane staze: Nova generacija. 

## Radnja
Dok istražuju nestanak U.S.S Drakea na planetu Minos, posada se bori protiv agresivnih energetskih sfera, urušavajućeg tla i nevidljivih napadača. Na Minosu, posadu dočekuje unaprijed snimljen govor prodavača visokotehnološkog naoružanja. To nije iznenađujuće, jer je narod Minosa bio poznat po prodaji oružja tijekom Erselropskih ratova.

Dok istražuju planet, Riker, Data i Yar napadnuti su od energetske sfere. Poručnica Yar uništava sferu, ali ne prije nego što sfera zarobi Rikera u prozirnu kocku. Tada, nakon što se Picard i dr.Crusher teleportiraju na planet da istraže krizu, tlo se uruši i povuče ih u podzemnu špilju, ozbiljno ozlijedivši dr.Crusher.
Iako je Data oslobodio Rikera, vanjski tim ne može locirati Picarda i dr.Crusher. U međuvremenu 
Enterprise je pod ozbiljnim napadom nevidljivih neprijatelja, protiv kojih se La Forge očajnički bori da izdrži. Dok brod ne bude bio u mogućnosti adekvatno obraniti sebe od napadača, La Forge ne može teleportirati članove posade s Minosa.
Na planetu, Data konačno locira Picarda i doktoricu. Tim otkriva da napadi dolaze od strane kompjuterskog stvorenog sistema naoružanja, koji je izvan kontrole i koji je uništio civilizaciju koja ga je stvorila. Srećom, tim uspijeva isključiti sistem i spasiti se.

Na Enterpriseu, La Forge uspijeva uništiti nevidljive neprijatelje i teleportirati Picarda, dr.Crusher, Rikera, Datu i Yar na brod.

## Vanjske poveznice
- Arsenal slobode na startrek.com   Arhivirana inačica izvorne stranice od 5. kolovoza 2009. (Wayback Machine)